# Мариус де Романус
Ма́риус де Рома́нус или Ма́риус Ри́мский (англ. Marius de Romanus) — персонаж циклов «Вампирские хроники» и «Новые вампирские хроники», написанного Энн Райс. Он является основным персонажем книги «Кровь и золото». По словам Энн Райс, персонаж был создан после прочтения книги «Учения Дон Хуана». Мариус представляет собой наставника и учёного, хранителя информации и знаний накопленных веками.
Мариус родился в 4 году до н. э. в Древнем Риме. Он является внебрачным сыном римского патриция и кельтской рабыни из Галлии. В свои смертные годы он путешествовал по Империи и другим частям света, собирая историю мира. В книгах Райс его облик описан так: кудрявые белокурые волосы и кобальтово-синие глаза, бледная и твёрдая, точно мрамор, кожа — ведь Мариусу уже больше двух тысяч лет, а кожа вампиров с годами становится все бледнее. Надо сказать, что в экранизации книг «Вампир Лестат» и «Царица проклятых» фильме «Королева проклятых» (где Мариуса играл Венсан Перес), облик вампира совершенно иной.
Когда Мариусу было около 40, его похитили друиды, исповедующие культ бога рощи. Мариус предназначался в жертву богу, но тот предпочел сделать Мариуса вампиром (сам он тоже был вампиром, а отнюдь не божеством), как раз перед ежегодным праздником Самуинну. Тот же бог наказал ему узнать, почему другие вампиры, в том числе и он сам, были опалены или даже погибли, хотя и не выходили на солнце. Мариус отправляется в Египет, где становится хранителем двух первых вампиров, Матери и Отца.
За свои две тысячи лет Мариус успел побывать во многих местах. Он жил в Антиохии с Пандорой два столетия после того как он стал смотрителем. Расставшись с ней, он переехал в Рим, где он имел тихих компаньонов Авикуса и Маэла. Он ушёл в спячку более чем на 50 лет, прежде чем его пробудили Авикус и Маэл, и все трое уплыли в Константинополь. Там он встретился с Эвдоксией. Там они прожили короткое время до того, как Мариус опять пустился в путешествия в одиночестве, посещая многие места. Затем он опять ушёл в спячку в 1200 году, из которой его пробудила Чёрная смерть. Из-за того что происходило вокруг, он решил вернуться ко сну.
Пробудившись в 1482 году, он опять навестил Рим и Флоренцию, прежде чем обосновался в Венеции как богатый, но странный джентльмен, рисующий картины в своё удовольствие. Там он открыл приют для талантливых мальчиков. Также он влюбился в венецианскую куртизанку Бьянку Сольдерини, нашёл смертного Амадео и жил там много лет до того, как «Дети тьмы» (под предводительством Сантино) уничтожили его дом, сильно ранив Мариуса и выкрав Амадео (который к тому времени уже был вампиром). После этого Мариус и Бьянка, которая помогла ему вылечиться, и, которую он сделал вампиршей, жили некоторое время во многих городках северной Европы, прежде чем осесть в Дрездене. Там Мариус нашёл Пандору и безрезультатно умолял её оставить компаньона Арджуна и вернуться к нему. Из-за этого Бьянка покинула Мариуса. Последними двумя местами жительства Мариуса были остров в Эгейском море и место где-то на севере.
Примерно в 1785-1789 годах он находит в Египте Лестата де Лионкура, который искал его, и относит в своё убежище на остров в Эгейском море. Он открыл ему тайну происхождения вампиров и Тех, Кого Следует Оберегать, а также рассказал историю своей жизни. Мариус полюбил Лестата и желал сделать того своим учеником, однако молодой вампир ворвался в святилище царя и царицы и навлёк на себя гнев Энкила. Лестату приходится уехать ради спасения своей жизни.
В 1985 году Акаша пробуждается ото сна, услышав песни вампира Лестата, и выпивает кровь Энкила. Мариус оказывается погребён подо льдом до того момента, пока к нему не пришла на помощь Пандора. Он оказывается в числе немногих выживших бессмертных после сожжения, устроенного Акашей. Мариус являлся членом совета, который был собран для решения вопроса о дальнейшей судьбе всех вампиров. Там же, в логове Маарет, он воссоединяется спустя пять веков с Арманом (Амадео) и признаётся ему в любви.
В 1997 году он вновь встречается с Амадео и предлагает ему вернуться, однако получает отказ. Обращает смертных Сибил и Бенджи ради Армана, и своим поступком разбивает ему сердце.
Чуть позже он берёт под своё крыло Дэниэла Моллоя, который сошёл с ума после того, как был обращён в вампира Арманом. В этот промежуток времени к нему приходит бессмертный Торн, и Мариус делится с ним историей своей жизни, которая описана в книге "Кровь и Золото".
В 2013 году проживает вместе с Дэниэлом в Рио-де-Жанейро. Дэниэл полностью восстановился и стал возлюбленным Мариуса. Кроме этого, на совете древнейших вампиров поддерживает кандидатуру Лестата де Лионкура в качестве предводителя, и получает от него задания составить список правил для бессмертных. Вместе с Пандорой, по просьбе Лестата, обращает во тьму Роуз (дальнюю родственницу Лестата) и Виктора де Лионкура (сына Лестата).
Мариус — интеллигентный, мудрый и оптимистичный вампир, один из старейших, оставшихся в живых, Дитя тысячелетий. Из-за того, что он часто пил кровь из покойной королевы вампиров Акаши, он стал очень сильным и приобрел некоторые продвинутые способности, включая способность к возгоранию («Огненный дар») и способность летать («Облачный дар»). Он также может с лёгкостью читать мысли, а также блокировать свои собственные мысли от чтения используя «Умственный дар». Ещё одна его способность — «Убийственный дар».
Вампиры, созданные Мариусом (в хронологическом порядке): Пандора, Амадео, Бьянка Сольдерини, Сибил и Бенджи, Роуз и Виктор. В кинофильме «Королева проклятых» Мариус является создателем Лестата (в книжной версии создателем Лестата был Магнус).
Мариус любил легко и многих за свою долгую жизнь: Авикус, Зенобия, Акаша, Боттичелли, Бьянка Сольдерини, Лестат, Дэниэл Моллой. Но двумя великими привязанностями в его жизни были Пандора и Амадео. Однако, он потерял обоих любовников: Пандора ушла из-за его вспыльчивости и гордыни, а Амадео похитил религиозный фанатик-вампир Сантино.
Мариус — великий художник и учёный, любитель чтения и владелец нескольких ценных библиотек, уничтоженных пожаром.
В мюзикле «Лестат» Мариуса играл Майкл Генет.